# Бобров, Алексей Алексеевич
Алексе́й Алексе́евич Бобро́в (1849, Санкт-Петербург, Российская империя — 1899, там же) — русский живописец и гравёр; младший брат известного художника Виктора Алексеевича Боброва.

## Биография
Алексей Бобров родился в 1849 году в Санкт-Петербурге (возможно, в Царском Селе) в купеческой семье. В 16-летнем возрасте под руководством старшего брата начал заниматься рисунком. В 1866 году поступил вольнослушателем в Императорскую Академию художеств, окончив которую в 1871 году получил диплом на звание учителя в низших учебных заведениях. В 1874 году за картины «Семейная сцена», «Курильщица» и «Борьба художника с мухами» получил малую серебряную медаль Академии.
Всю свою жизнь Алексей Бобров прожил в Петербурге. С 1875 по 1881 годы служил вольнонаёмным художником в музее Главного интендантского управления.

## Творчество
Основной темой творчества Боброва являлись интерьеры комнат и жанровые сценки, происходящие внутри помещений. С 1867 года экспонировался на выставках в залах Академии художеств.
С 1875 года, пользуясь советами брата, начал осваивать работу гравёра — работал в области репродукционной гравюры, выполнял офорты по оригиналам Франсуа-Луи Ланфана, Фёдора Бруни. До конца жизни художника выходят становящиеся известными его гравюры — жанровые композиции «Встреча мальчика с собакой», «Дедушка с дочерью и внуком», «За кружкой пива» и другие, а также портреты известных личностей, среди которых Иван Крылов, Александр Горчаков, Иван Горбунов, Дарья Леонова.
Работы Алексея Боброва представлены во многих музейных собраниях, среди них — Государственная Третьяковская галерея, Государственный Русский музей, ГМИИ им. А. С. Пушкина, Иркутский областной художественный музей им. В. П. Сукачева и прочие.

### Примеры работ

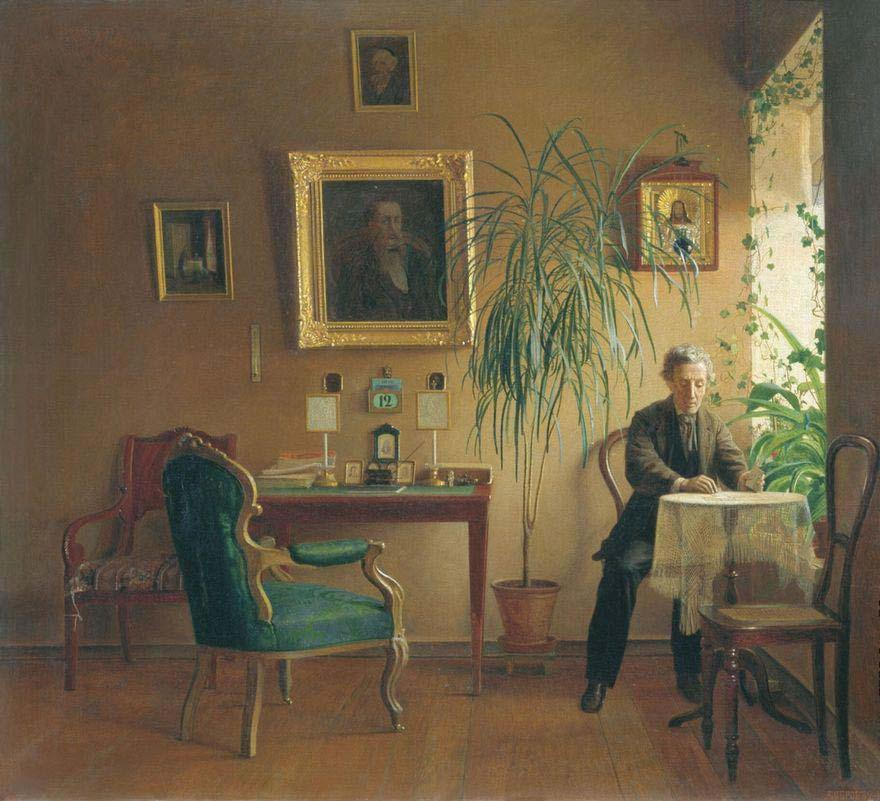
Интерьер, 1871
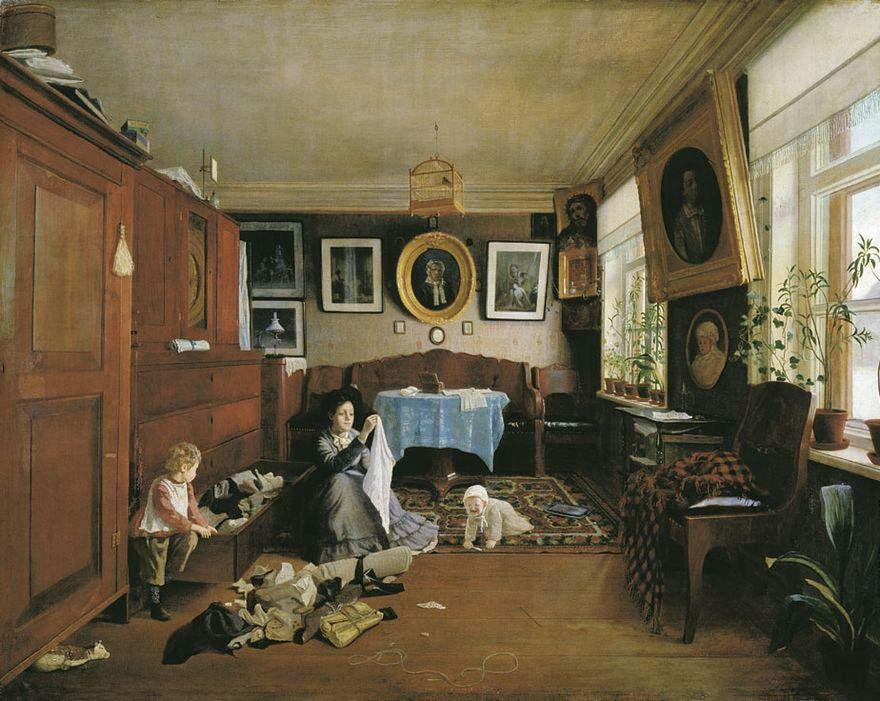
Внутренний вид комнаты, 1873
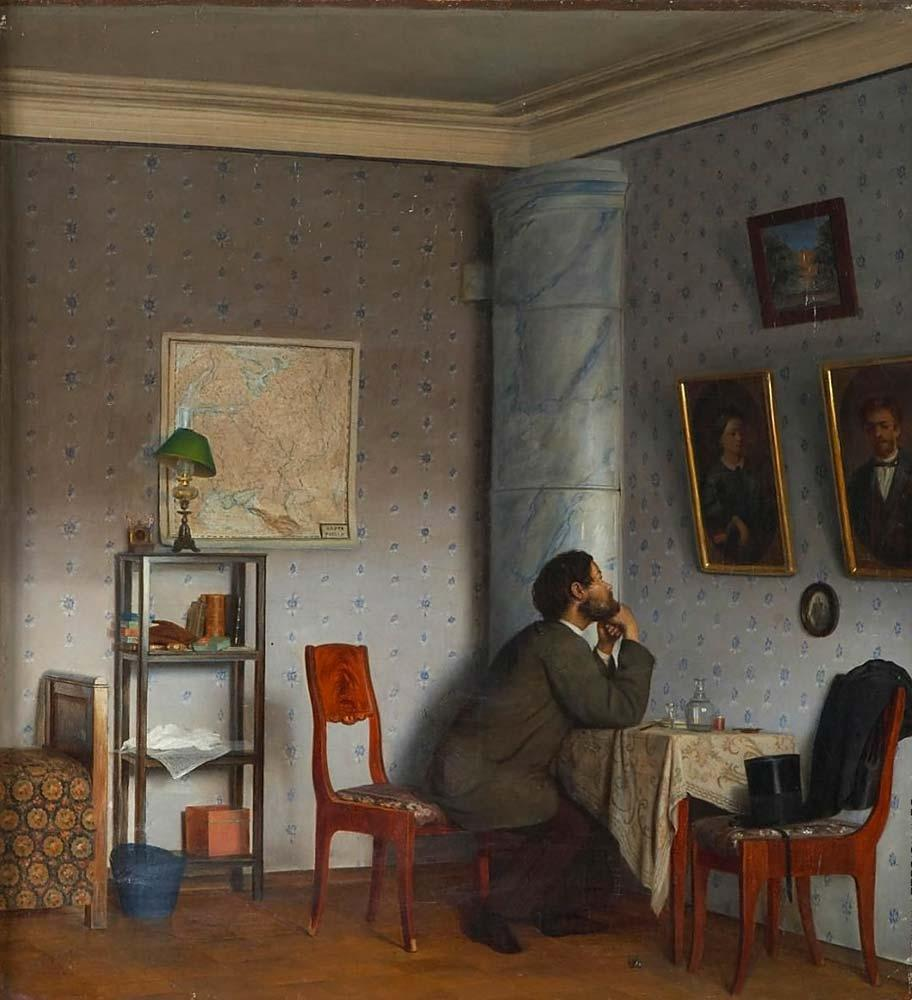
Горе вдовца
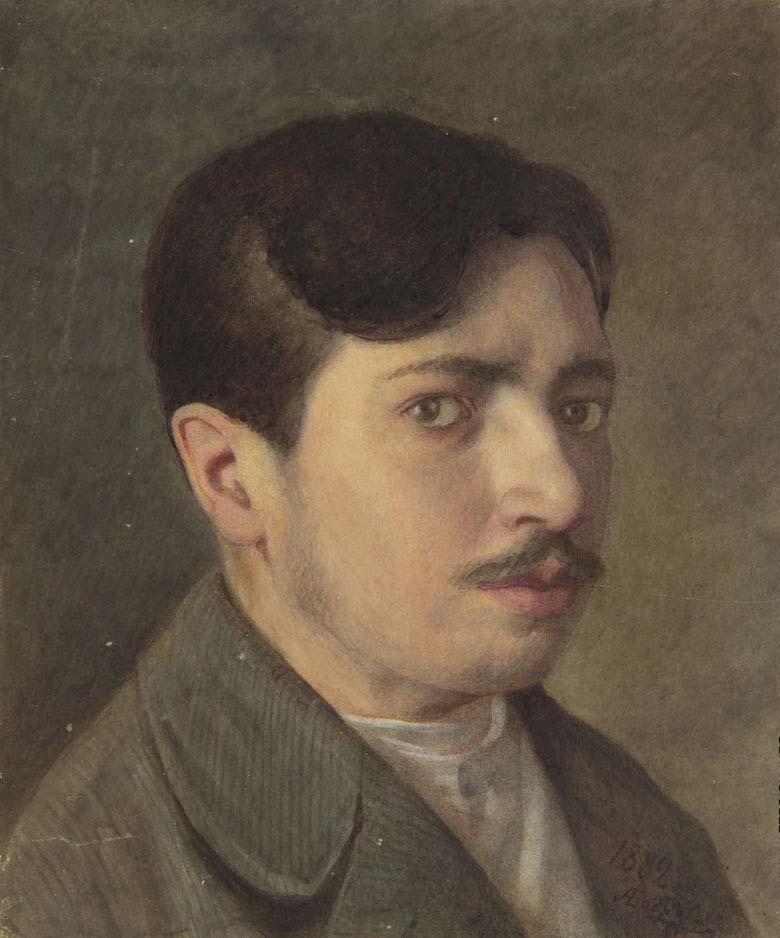
Портрет молодого человека, 1882